# Santung-kérdés

A Santung-kérdés (egyszerűsített kínai írással: 山东问题; hagyományos kínai írással: 山東問題; pinjin írással: Shāndōng wèntí; japánul: 山東問題 , Santō mondai;  magyaros átírással: Santung-kérdés) az első világháború után a versailles-i békészerződés 156. cikkelye kapcsán kialakult vita a Santung-félsziget hovatartozásáról. Az 1919-ben hozott döntés óriási felháborodást váltott ki Kínában és a kínai nacionalizmus megerősödését eredményezte. A döntést végül 1922-ben megváltoztatták és a terület visszakerült a Kínai Köztársasághoz.
Az első világháborúban Kína a szövetségeseket támogatta azzal a feltétellel, hogy a Shandong-félszigeten lévő Kiautschou-öböl bérelt területét, -amelyet 1898-ban a Német Birodalom szerzett meg és 1914-ben Japán Csingtao ostroma után elfoglalt,- visszaszolgáltatják Kínának. 1915-ben Kína kényszerből ugyan, de elfogadta Japán eredetileg huszonegy-pontos igényének tizenhárom követelését, amelyek többek között elismerték a japán irányítást és hatalmat a korábbi német területek felett. Nagy-Britannia és Franciaország viszont titokban megígérte Japánnak, hogy megtarthatja ezeket a megszerzett részeket. 1918 végén japán kölcsönök fejében a kínai kormányzat megerősítette és újból elfogadta a volt német területeken a japánok fennhatóságát. A versailles-i szerződés 156. cikkelye Kiautschou területét, valamint az 1898-as kínai-német szerződés alapján megszerzett jogokat, címeket és kiváltságokat a Japán Birodalomra ruházta át, ahelyett, hogy azokat a kínai kormánynak ítélte volna és visszaadta volna.
Annak ellenére, hogy Kína 1915-ben és 1918-ban hivatalosan elfogadta Japán feltételeit, Woodrow Wilson az Egyesült Államok elnökének erőteljes támogatásával Kína elutasította a német területek és jogok átruházását Japánnak az 1919-es párizsi békekonferencián. Franciaország kínai nagykövete Wellington Koo kijelentette, hogy Kína soha sem mondhat le Shandongról, amely Konfuciusz szülőhelye, a legnagyobb kínai filozófusé; az a hely olyan a kínaiaknak, mint a keresztényeknek Jeruzsálem. Azt követelte, hogy a szövetségesek Kínának tett ígérete szerint Shandong térjen vissza Kínához. Hiába érvelt azzal a kínai követ, hogy mekkora segítséget jelentett a győzelemben a szövetségesek oldalán, a francia területeken és kikötőkben dolgozó és harcoló több százezres Kínai Munkáshadtest(CLC) hozzájárulása, mégis Japáné maradt a terület. A 156. cikkely a kínaiak  felháborodásához és 1919. május 4-től óriási tüntetésekhez, ami a május negyedik mozgalomnak nevezett politikai és kulturális mozgalomhoz vezetett. Mindezek következményeként Wellington Koo megtagadta a szerződés aláírását. 
Mivel Kína visszautasította a versailles-i szerződés aláírását, ezért 1921-ben külön békeszerződést kellett kötnie Németországgal. A Shandong-kérdést az Egyesült Államok közvetítésével 1922-ben tartott washingtoni haditengerészeti tárgyalásokon rendezték. Kína győzelmeként ünnepelte, hogy a kilenchatalmi egyezményben visszavehette a japánoktól a rákényszerített bérleti szerződést, de cserében a „nyitott kapuk” elve alapján, meg kellett nyitnia a nagyhatalmak árucikkei előtt a kínai piacot. Japán azonban megőrizte gazdasági hatalmát a tartomány egészében: az iparban, a bányászatban, a vasúttársaságokban és a kereskedelemben. Amikor azonban ezeket a gazdasági érdekeltségeket a Kínát egyesíteni szándékozó északi hadjárat 1927–1928-ban fenyegette, Japán katonai műveletek és beavatkozások sorozatát indította el, ami a kínai nacionalista erőkkel folytatott Jinani összetűzéshez vezetett.

## Lásd még
- Kínai-német együttműködés (1926–1941)
- Versailles-i békeszerződés
- Párizsi Békekonferencia

## Fordítás
- Ez a szócikk részben vagy egészben  a   Shandong Problem című angol Wikipédia-szócikk ezen változatának fordításán alapul.  Az eredeti cikk szerkesztőit annak laptörténete sorolja fel. Ez a jelzés csupán a megfogalmazás eredetét és a szerzői jogokat jelzi, nem szolgál a cikkben szereplő információk forrásmegjelöléseként.

## További irodalom
- Craft, Stephen G. "John Bassett Moore, Robert Lansing és a Shandong-kérdés." Pacific Historical Review (1997) 66 # 2, 231-249. oldal, JSTOR
- Elleman, Bruce A. Wilson és Kína: a Shandong-kérdés átdolgozott története (ME Sharpe, 2002)
- Fifield, Russell Hunt. Woodrow Wilson és a Távol-Kelet: a Shantung-kérdés diplomáciája (1952)
- Griswold, A. Whitney Az Egyesült Államok távol-keleti politikája (1938), 239–68
- Kawamura, Noriko. "A wilsoni idealizmus és a japán állítások a párizsi békekonferencián", Pacific Historical Review (1997) 66 $ 4, 503-526.
- MacMillan, Margaret. Párizs 1919: A világot megváltoztató hat hónap (2001) 322–44.
- Pugach, Noel H. "Kínai amerikai barátság és a Shantung-kérdés a washingtoni konferencián", Journal of American History (1977) 64#1 67-86. oldal. JSTOR